# オミダ (ハダナラ氏)
オミダは、主に清代雍正朝に活躍したハダ･ナラ氏満洲族。
明朝後期に現在の遼寧省鉄嶺市開原市一帯にハダ国グルンを築き、当時の全女直に君臨して権勢を誇った萬汗ワン･ハンの後裔。

## 略歴
父・隆錫庫ルンシク歿後、一等軽車都尉を承襲。また、兄・阿米達アミダが甘粛布政使に昇任したことに伴い、後を継いで満洲マンジュ鑲藍旗第3参領ジャラン第8佐領ニルの佐領ニルイ･ジャンギンに就任。
雍正3年1725、雍正帝の怒りを買った年羹堯が終に浙江杭州将軍の任を解かれ、閑散章京という有名無実の職位にまで貶められると、杭州将軍の印務が副都統・王府長史のオミダに降り、翌4年1726には杭州将軍への正式な任命を受けた。
その後も同7年1729には江南江寧将軍に就任、同91731には山東青州将軍、続けて正黄旗満洲都統グサイ･エジェン、さらに同12年1734には直隷天津都統に就任と昇進を続けたが、同年末に北京へ召され、翌13年1735に罷免された。『清實錄』によれば、財政赤字を悪化させたことや、奏請せず独断で人に刑罰を加えたことが原因とされる。

## 脚註

### 典拠
1. 1 2  “雍正3年1725 7月27日段25892”. 世宗憲皇帝實錄. 34. "年羹堯……有悖臣道著革退杭州將軍任授爲閒散章京……其將軍印務著原任副都統王府長史鄂彌達前往署理"
2. 1 2 3 4  “哈達地方納喇氏 (卓内)”. 八旗滿洲氏族通譜. 23
3. 1 2 3 4 5  “鑲藍旗滿洲佐領上 (第三參領第八佐領)”. 欽定八旗通志. 16
4. 1 2  “雍正9年1731 8月9日段27820”. 世宗憲皇帝實錄. 109. "調江南江寧將軍鄂彌達爲山東青州將軍……"
5. ↑  “雍正4年1726 3月19日段26097”. 世宗憲皇帝實錄. 42. "實授鄂彌達爲浙江杭州將軍"
6. ↑  “雍正7年1729 閏7月13日段27190”. 世宗憲皇帝實錄. 84. "……調浙江杭州將軍鄂彌達爲江南江寧將軍……"
7. ↑  “雍正9年1731 10月12日段27882”. 世宗憲皇帝實錄. 111. "以山東青州將軍鄂彌達署正黃旗滿洲都統"
8. ↑  “雍正12年1734 10月5日段28798”. 世宗憲皇帝實錄. 148. "以山東青州將軍鄂彌達署直隸天津都統"
9. ↑  “雍正12年1734 12月26日段28867”. 世宗憲皇帝實錄. 150. "調署直隸天津都統鄂彌達來京"
10. ↑  “雍正4年17267月15日段26199”. 世宗憲皇帝實錄. 巻46
11. ↑  “雍正13年1735 5月19日段29000”. 世宗憲皇帝實錄. 156. "兵部議奏原任青州將軍鄂彌達借給兵米出少入多又將無禮不法之前鋒關音保不奏請懲治遽行枷號應請旨治罪得旨鄂彌達著革職"

### 脚註
1. ↑  シトクをロロの子とするか弟とするかでかわる。『清實錄』および『八旗滿洲氏族通譜』ではシトクをロロの弟とし、『八旗通志』では子とする。前者の場合、ワンはオミダの六世祖父 (オミダはワンの昆孫)、後者の場合、ワンはオミダの五世祖父 (オミダはワンの来孫) となる。
2. ↑  『八旗滿洲氏族通譜』に「隆錫庫lungsikū……其子鄂密達omida」とあり、『八旗通志』に「隆錫庫……其子阿米達……其弟鄂米達」とあることから、オミダとアミダはともにルンシクの子であり、且つアミダが兄であったことがわかる。
3. ↑  オミダの杭州将軍昇任に伴い、佐領ニルイ･ジャンギンの職は侄 (兄・阿米達アミダの子) の阿倫アルンが承継した。[3]
4. ↑  原文「……原任青州將軍鄂彌達借給兵米出少入多…。」「借給兵米」は兵米 (＝俸米) の「前貸」のこと。俸米の前貸は本来規律違反であったが、貧困兵丁に対して密かに行われ、旧い貯蔵米を収穫前の時期に支給し、収穫後の本来の支給日に規定の支給量から前貸分を差し引いて帳尻を合わせた。オミダのいた天津を含む直隷では、種々の不正が原因で雍正4年1726時点で赤字が膨らみ、雍正帝も是正にのりだしたが、調べてみると赤字の補填には庶民からの年貢の取り立てを増やすなどして対処していたことがわかり、余計に雍正帝を憤慨させた。その頃に河北省の阜平 (現保定市) や贊皇 (現石家荘市) で俸米の前貸が目立ち始め、[10]雍正13年に天津に赴任したオミダは前貸をやりすぎて財政赤字を悪化させた。

## 文献

### 実録
- 『清實錄』
  - 西林覚羅氏鄂爾泰, 他『世宗憲皇帝實錄』乾隆6年1741 (漢)

### 史書
- 愛新覚羅氏弘昼, 西林覚羅氏鄂尔泰, 富察氏福敏, 徐元夢『八旗滿洲氏族通譜』四庫全書, 乾隆9年1744 (漢) ＊Harvard Univ. Lib.所蔵版
  - 『ᠵᠠᡴᡡᠨ ᡤᡡᠰᠠᡳ ᠮᠠᠨᠵᡠᠰᠠᡳ ᠮᡠᡴᡡᠨ ᡥᠠᠯᠠ ᠪᡝ ᡠᡥᡝᡵᡳ ᡝᠵᡝᡥᡝ ᠪᡳᡨᡥᡝ Jakūn gūsai Manjusai mukūn hala be uheri ejehe bithe』四庫全書, 乾隆10年1745 (満) ＊東京大学アジア研究図書館デジタルライブラリ
- フチャ氏フルンガ『欽定八旗通志』嘉慶元年1796 (漢) ＊Wikisource

### Web
- 栗林均「モンゴル諸語と満洲文語の資料検索システム」東北大学
- 「明實錄、朝鮮王朝実録、清實錄資料庫」中央研究院歴史語言研究所 (台湾)